# Yonghong Peng
Yonghong Peng, född 15 juli 1981, är en kinesisk längdskideåkare. Hon vann damklassen i Vasaloppet China 2007.